# Йеникьой (квартал)
Йеникьой (на турски: Yeniköy – „Ново село“; на гръцки известен като Неохорион (на гръцки: Νεοχώριον) или Неохори (на гръцки: Νεοχώρι), или Нихори (на гръцки: Νιχώρι или Νηχώρι)), понякога наричан още Йени Кьой, е квартал в район Саръйер в Истанбул, Турция. Разположен е на европейския бряг на пролива Босфора, между кварталите Истиние и Тарабия.

## Главна информация
Заселването в района започва през XVI век и се превръща в престижно място за живеене през XIX век.
Булевард „Кьойбашъ“ минава през квартала близо до брега на Босфора. Близките квартали Ялълар, Баалар Mевкии, Kалендер, както и части от Ферахевлер се считат за границите на Йеникьой.
До погрома в Истанбул през 1955 г. Йеникьой е квартал със значително гръцко население, както и арменски и еврейски общности. Арменската църква Сурп Aсдвадзадзин и синагогата Йеникьой оцеляват до днес.

## Забележителности
Предградието е дом на няколко изключителни къщи ялъ, които са били собственост на видни личности от османската епоха. Малката джамия „Oсман Рейс“ е построена от Александър Валаури през 1904 г. на мястото на джамия от XVII век. Валаури също така проектира ялъ на Ахмед Афиф паша зад него, където Агата Кристи отсяда като гост през 1933 г., докато пише „Убийство в Ориент Експрес“.
В квартала има няколко християнски църкви. Гръцката православна църква „Успение на Божията майка“ е построена през 1837 г. по искане на личния лекар на султан Махмуд II – Стефанос Каратеодори. Неговата и на сина му, Александър Каратеодори паша, надгробни плочи са до дървената камбанария западно от църквата.

## Образование
Йеникьой се обслужва от Yeniköy İlkokulu и Yeniköy Mehmetçik İlköğretim Okulu съответно като негови основни центрове за основно и средно образование.[ неясно? ] Tarabya British Schools имат свой кампус в Йеникьой.

## Известни личности
Тук е роден Петър Византийски, служил на Вселенската патриаршия на Константинопол като Доместикос, Ламбадарий и архикантор.
Египетско-гръцкият поет Константин Кавафис е живял тук заедно с родителите си през 1882 – 1885 г. като юноша. Бюст паметникът му е в двора на църквата Панагия. В поемата си „Нихори“ от 1885 г. той възхвалява мястото.